# Уицуко-де-лос-Фигероа
Уицуко-де-лос-Фигероа (исп. Huitzuco de los Figueroa) — муниципалитет в Мексике, штат Герреро с административным центром в городе Сьюдад-де-Уицуко. Численность населения, по данным переписи 2010 года, составила 37364 человека.

## Общие сведения
Название Huitzuco с языка науатль можно перевести как «место, где много колючек».
Площадь муниципалитета равна 1328 км², что составляет 2,09 % от площади штата. Он граничит с другими муниципалитетами Герреро: на востоке с Атенанго-дель-Рио и Копалильо, на юге с Мартир-де-Куилапаном, на западе с Тепекоакуилько-де-Трухано и Игуала-де-ла-Индепенденсией, на северо-западе с Буэнависта-де-Куэльяром; а также он граничит с другими штатами Мексики: на севере с Морелосом и на востоке с Пуэблой.

## Учреждение и состав
Муниципалитет был образован в 1850 году, в его состав входит 53 населённых пункта, самые крупные из которых:

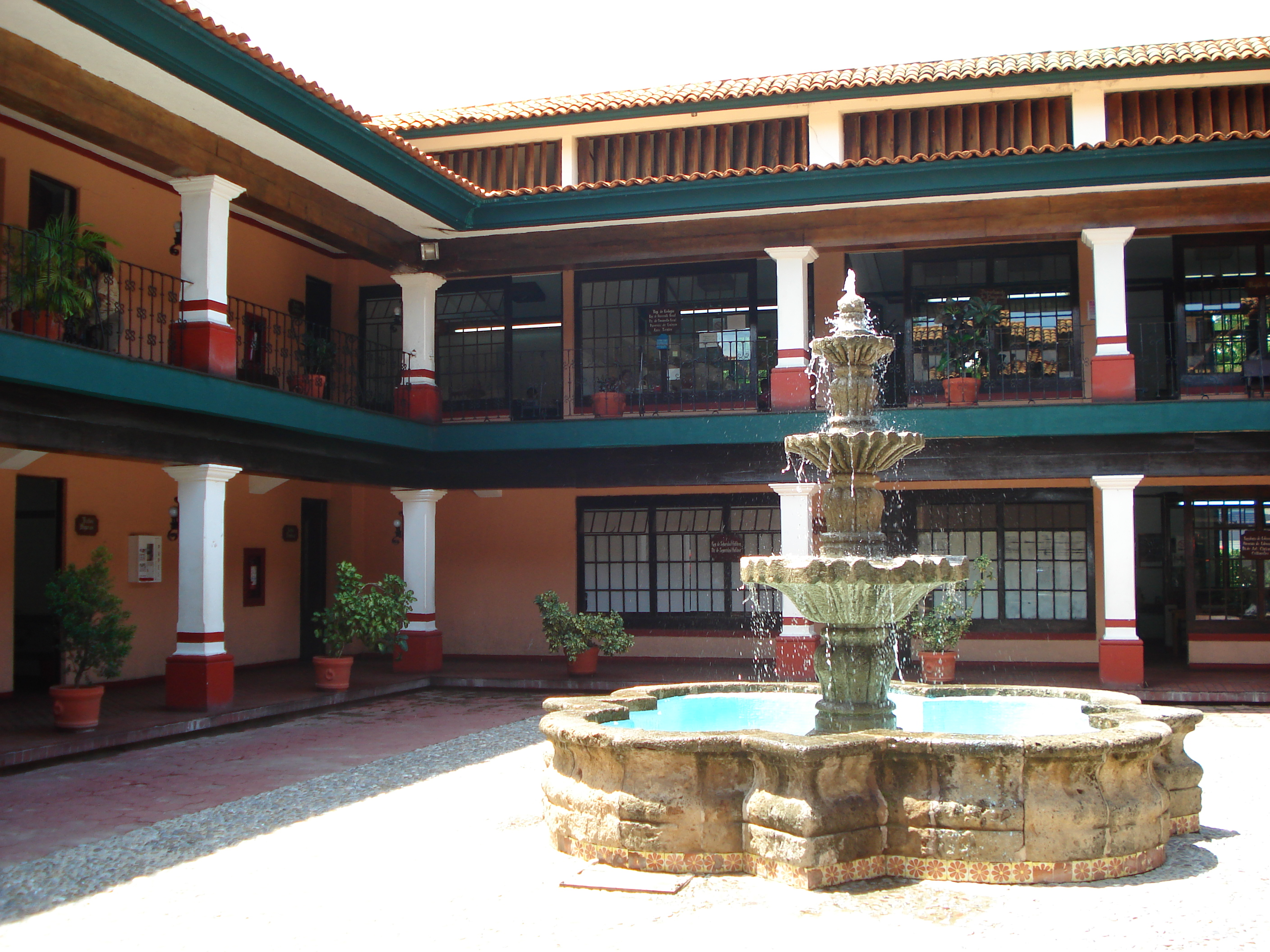
Здание администрации муниципалитета

| Код INEGI | Населённый пункт                                                    | Численность населения (2005) | Численность населения (2010) |
| --------- | ------------------------------------------------------------------- | ---------------------------- | ---------------------------- |
| 0001      | Сьюдад-де-Уицуко (исп. Ciudad de Huitzuco) (административный центр) | 16025                        | 17475                        |
| 0047      | Тулиман (исп. Tuliman)                                              | 3435                         | 3570                         |
| 0044      | Тласмалак (исп. Tlaxmalac)                                          | 2195                         | 2217                         |
| 0030      | Пололсинго (исп. Pololcingo)                                        | 1787                         | 1765                         |
| 0036      | Сан-Франсиско-Осоматлан (исп. San Francisco Ozomatlán)              | 1306                         | 1410                         |
| 0018      | Чаусинго (исп. Chaucingo)                                           | 1173                         | 1252                         |
| 0037      | Сан-Мигель-де-лос-Пальмас (исп. San Miguel de las Palmas)           | 1107                         | 1194                         |
| 0029      | Пасо-Морелос (исп. Paso Morelos)                                    | 912                          | 1111                         |
| 0010      | Какауананче (исп. Cacahuananche)                                    | 948                          | 931                          |
| 034       | Всего                                                               | 35055                        | 37364                        |

## Экономическая деятельность
По статистическим данным 2000 года, работоспособное население занято по секторам экономики в следующих пропорциях: сельское хозяйство, скотоводство и рыбная ловля — 22,6 %, промышленность и строительство — 26,7 %, сфера обслуживания и туризма — 48,6 %.

## Инфраструктура
По статистическим данным 2010 года, инфраструктура развита следующим образом:
- электрификация — 97,3 %;
- водоснабжение — 47 %;
- водоотведение — 76 %.

## Туризм
Основные достопримечательности:

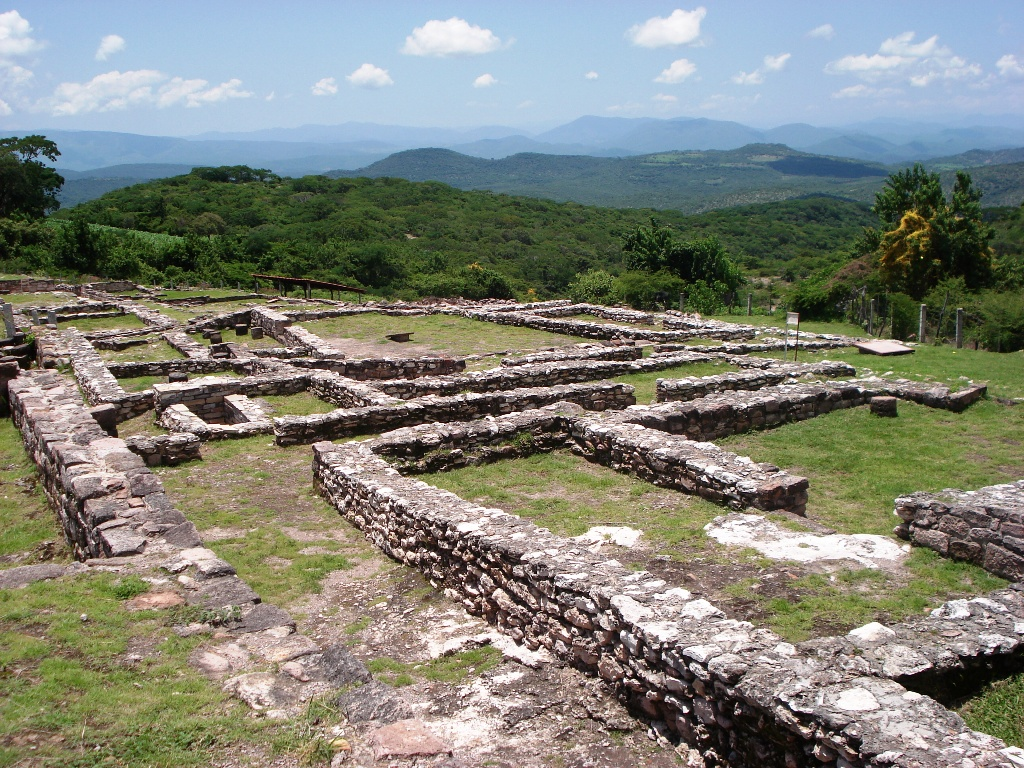
Археологическая зона Куэтлахучитлан

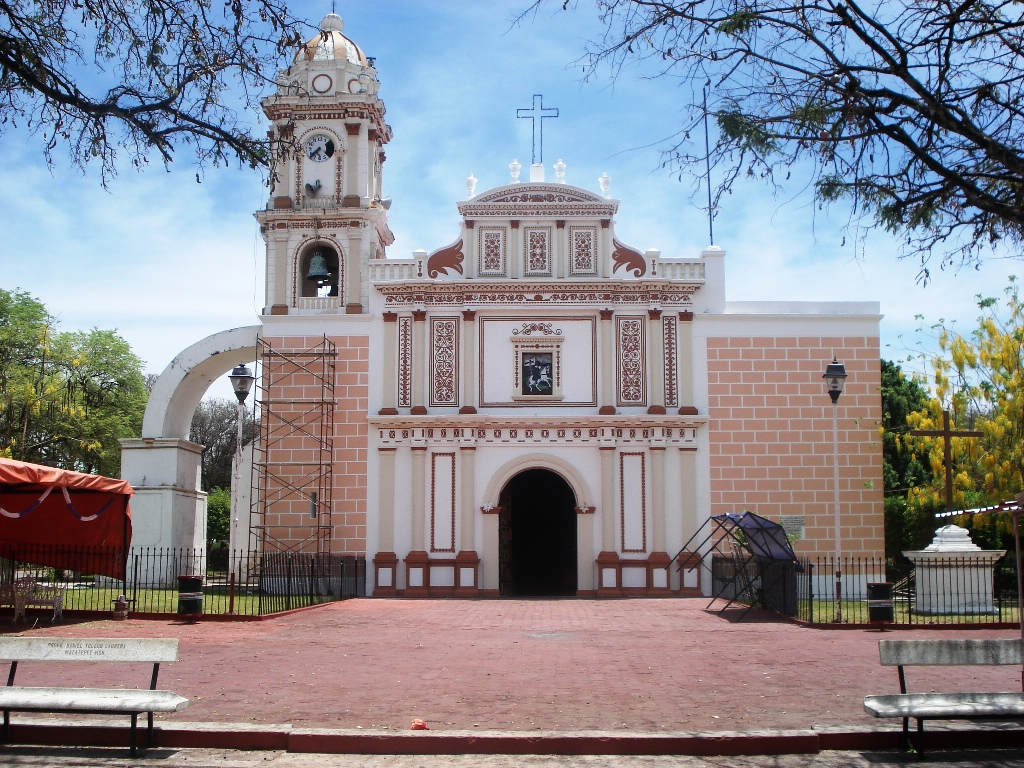
Церковь Апостола Сантьяго

- монументы членам семьи Фигероа: Ромула, Амбросио, Франсиско и Андресу — героям Мексиканской революции 1911 года;
- церковь «Santiago Apóstol» в муниципальном центре;
- акведук, построенный в XVIII веке, для снабжения водой Сьюдад-де-Уицуко;
- археологическая зона Куэтлахучитлан.